# 爆料
爆料是指向公眾揭發他人可疑罪行的行為，也可以指发表令人感到意外或吃惊的新闻、消息。其中發生在网络上的爆料行為，也叫網絡爆料，簡稱網爆。
揭發他人可疑罪行這種行為不同於正式的檢舉，並沒有正式地向司法或檢調機關提報案情，且不需負責。爆料行為表面上是揭發弊案，但實際上隱含了政治的權力鬥爭與媒體壟斷等社會現象。

## 特性
- 爆料內容通常沒有具體的證據，可能僅是事實的一部分。
- 爆料內容通常並非爆料者所提供，而是另有情報來源。
- 爆料內容可能是不合法取得的證據，因此在司法上不一定能當作直接證據。

## 優點與缺點
爆料現象因新聞媒體的濫用炒作，使得社會充斥著謠言與不信任感。但不可否認，爆料文化確實讓許多貪污案、弊案等不易遭有心人士刻意隱瞞。